# Asperula bornmuelleri
Asperula bornmuelleri là một loài thực vật có hoa trong họ Thiến thảo. Loài này được Velen. ex Bornm. mô tả khoa học đầu tiên năm 1931.